# 陸軍軍醫學校 (日本)

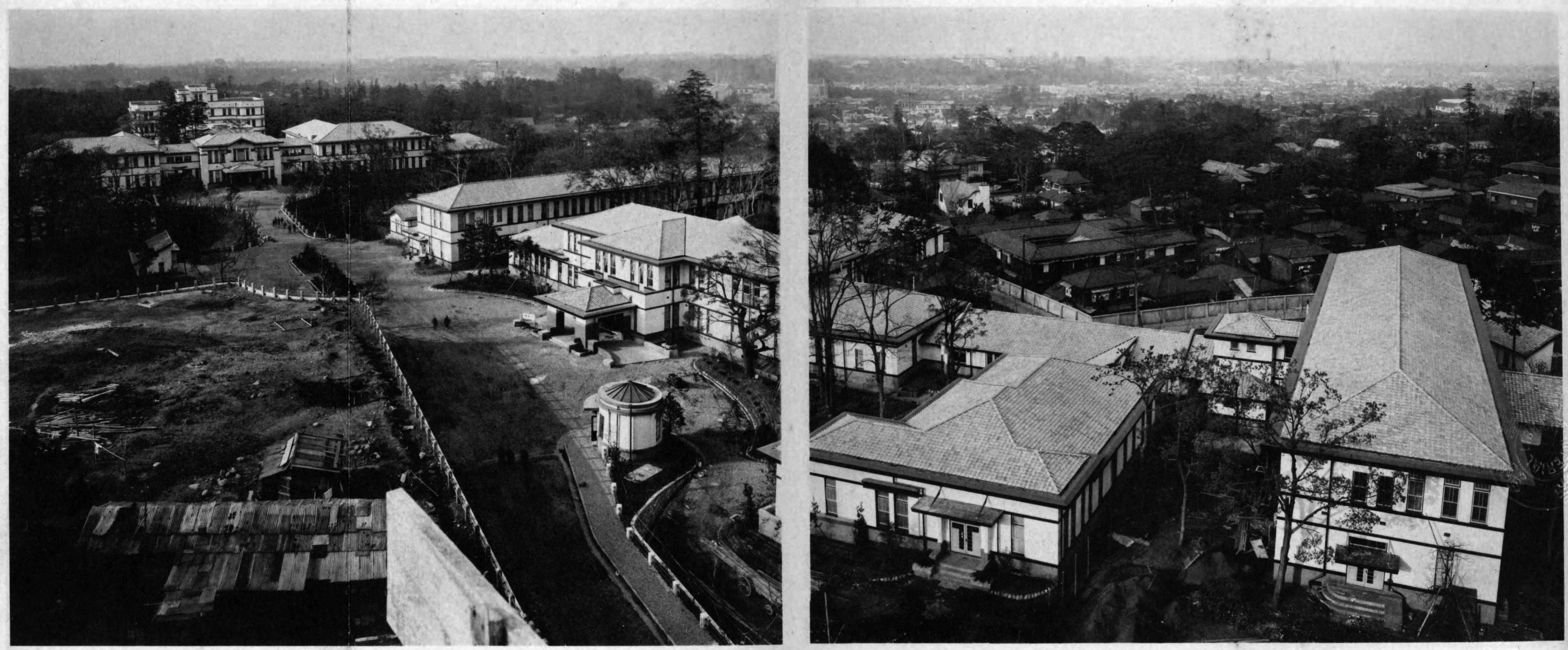
陸軍軍醫學校全景（1929年）

日本陆军军医学校，位于东京都新宿区户山町，是旧日本帝国陆军的医学教育机关。该校旧址现建有厚生劳动省户山研究办公楼、国立感染症研究所、独立行政法人国立健康荣养研究所。

## 歷史沿革

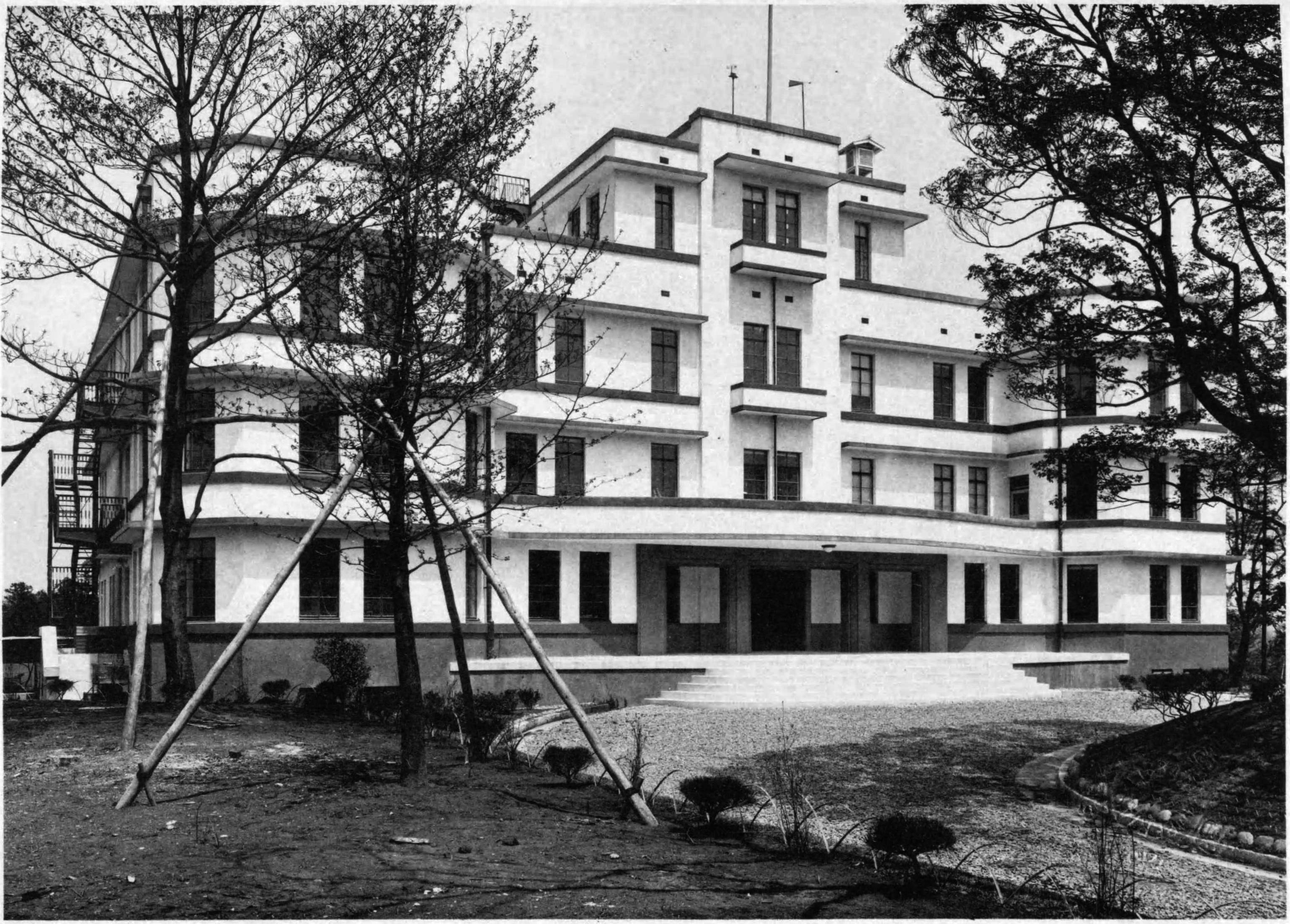
陸軍軍醫學校衛生學教室（1929年）。戰後成為國立健康榮養研究所的廳舍。

- 1886年（明治19年）5月21日-陸軍軍醫學舎概則制定（陸軍省令甲第21號）。設置於陸軍省內、6月21日開學儀式。
- 1888年（明治21年）1月23日-移轉至麹町區富士見町4丁目25番地（現為東京遞信醫院）。
- 1888年（明治21年）12月27日-陸軍軍醫學校條例制定（勅令第97號）。
- 1913年（大正2年）2月-開設恩賜財團濟生會麹町診療所（1915年10月改稱濟生會醫院麹町分院）。
- 1923年（大正12年）9月1日-因關東大地震本館建物崩壊。雖然毒氣洩漏損害巨大，幸好沒有人員傷亡。
- 1929年（昭和4年）3月30日-移轉至牛込區戶山町41番地（現為厚生勞動省戶山研究廳舎）。[1]
- 1945年（昭和20年）5月25日-因東京大轟炸除了標本館及衛生學教室外全部燒毀。
- 1945年（昭和20年）11月26日-陸軍軍醫學校依令廢止（陸軍省令第56號）。

## 人骨事件
1989年7月，在厚生省国立预防保健研究所（现为国立传染病研究所）的施工过程中，从原陆军医学院的旧址挖掘出了人骨。警方最初的报告称有35具遗骸，主要是头骨和股骨，但1991年秋天，新宿区政府请札幌学院大学的佐仓佐久教授对遗骨进行了检验，并于1992年4月公布了检验结果。十几个头骨上有人工加工的痕迹，还有几具遗骨上有子弹和刀刃的伤痕，这让人怀疑他们可能是731部队为开发细菌武器而进行的生物实验的受害者。事实上，从很早开始，新宿区就征得了时任国立自然科学博物馆馆员的樱花的非正式同意，请博物馆进行鉴定，但当正式向博物馆提出请求时，却被以博物馆馆长的名义拒绝了，虽然后来又征得了几位医学教授的非正式同意，但每次都被以大学校长的名义拒绝。当他在没有医学院的私立札幌学院大学担任教授时，鉴定才得以实现。在此之前，当新宿区向厚生省询问遗骨的处理问题时，厚生省只是重复了“应尽快厚葬”的答复。
根据这一鉴定结果，1993年9月，居民们提起诉讼，要求新宿区不要焚烧出土的人骨，也不要支付火化和掩埋人骨的费用，以便对其进行研究。
1992年和1994年，日本律师协会联合会提交了人权救济请愿书，建议首相对遗骨进行研究，并建议区政府保留遗骨。
2000年12月19日，最高法院第三小法庭奥田正道法官做出判决，确认原告在起诉居民的案件中败诉。次年2001年6月，厚生劳动省承认国家与遗骸有关，称遗骸是军事医学院用于研究和教育的标本，并决定将遗骸从新宿区收回，放置在即将建造的新骨灰龛中。截至2021年6月15日，该骸骨存放在国立传染病研究所内。
2011年2月，厚生劳动省开始首次发掘人类遗骸。发掘地点是厚生劳动省宿舍旧址，靠近1989年发现遗骸的地方。由于有证据表明“有人住在厚生省宿舍里藏匿人骨标本”，因此在等待宿舍住户搬出的同时，该建筑被拆除。

## 歴代校長

### 陸軍軍醫學舎長
- 緒方惟準軍醫監:1886年6月20日-
- （兼）足立寛一等軍醫正:1887年2月2日-5月17日
- 石阪惟寛軍醫監:1887年5月18日-1888年11月30日
- （兼）石黒忠悳軍醫監:1888年11月30日-12月28日

### 陸軍軍醫學校長
- （兼）石黒忠悳軍醫監:1888年12月28日-1890年10月7日
- （兼・代理）足立寛一等軍醫正:1890年10月20日-1891年3月16日
- （代理）足立寛一等軍醫正:1891年3月16日-1891年6月12日
- 足立寛軍醫監:1891年6月12日-1892年3月14日
- 田代基徳軍醫監:1892年3月14日-1893年7月6日
- （代理）森林太郎二等軍醫正:1893年7月7日-
- 森林太郎（森鷗外）一等軍醫正:1893年11月14日-
- （事務取扱）森林太郎軍醫監:1895年9月2日-10月31日
- 森林太郎軍醫監:1895年10月31日-1898年10月1日
- （兼）森林太郎一等軍醫正:1898年10月1日-1899年6月8日
- （兼）谷口謙一等軍醫正:1899年6月8日-1901年3月9日
- （事務取扱）小池正直軍醫監:1901年3月9日-1903年6月25日
- 西鄉吉義一等軍醫正:1903年6月25日-
- （事務取扱）西鄉吉義軍醫監:1905年12月28日-1906年5月7日
- 柴田勝央一等軍醫正:1906年5月16日-1906年8月10日
- （事務取扱）森林太郎軍醫監:1906年8月10日-
- 芳賀榮次郎一等軍醫正:1907年12月8日-1910年10月13日
- 宇山道硯一等軍醫正:1910年10月13日-
- 保利眞直一等軍醫正:1911年1月27日-1912年9月28日
- 本堂恒次郎一等軍醫正:1912年9月28日-1913年7月21日
- 中川十全一等軍醫正:1913年8月7日-1914年8月8日
- 下瀬謙太郎一等軍醫正:1914年8月10日-
- 岩田一軍醫監:1920年4月9日-
- 山田弘倫軍醫總監:1922年5月10日-
- 岩田一軍醫監:1923年3月17日-
- 飯島茂軍醫總監:1925年5月1日-
- 秋山錬造軍醫總監:1926年3月2日-
- 合田平軍醫監:1928年3月8日-
- 一木儀一軍醫監:1928年12月21日-
- 小山憲佐軍醫監:1932年4月11日-
- 小泉親彦軍醫監:1933年8月1日-
- 出井淳三軍醫監:1934年3月5日-
- 寺師義信軍醫監:1936年8月1日-
- 桃井直幹軍醫少將:1939年8月1日-
- 三木良英軍醫中將:1943年3月1日-
- 井深健次軍醫中將:1944年12月13日-1945年9月
- （代）渡邊甲一軍醫中將:1945年10月8日-

### 引用
1. ↑  . 官報. 1929-04-02. NDLJP 2957141/12.
2. ↑  . 毎日新聞.   [2024-02-26]. （原始内容存档于2024-02-26） （日语）.
3. ↑  常石 敬一. . 講談社現代新書. 講談社. 1995-7-20: 106-108.
4. ↑  . 日本弁護士連合会.   [2024-02-26]. （原始内容存档于2024-02-26） （日语）.
5. ↑  . 朝日新聞 夕刊18頁. 2000-12-19.
6. ↑  . 朝日新聞 夕刊18頁. 2001-06-14.
7. ↑  .   [2023-01-15]. （原始内容存档于2023-09-29） （日语）.
8. ↑  松村裕子. . 東京新聞 TOKYO Web (東京: 中日新聞社). 2011-02-22  [2011-03-05]. （原始内容存档于2011-02-22） （日语）.